# Vieiro (Vivero)
Vieiro (llamada oficialmente San Cibrao de Vieiro) es una parroquia española del municipio de Vivero, en la provincia de Lugo, Galicia.

## Otras denominaciones
La parroquia también es conocida por el nombre de San Cipriano de Vieiro.

## Organización territorial
La parroquia está formada por veintiocho entidades de población, constando veintidós de ellas en el nomenclátor del Instituto Nacional de Estadística español:

### Entidades de población
Entidades de población que forman parte de la parroquia:
- Ameixoa
- Areal (O Areal)
- Borralleiros
- Cabana (A Cabana)
- Cabeceira (A Cabeceira)
- Cal do Sapo
- Campo dos Bois
- Casanova (A Casanova)
- Costa (A Costa)
- Cova (A Cova)
- Estacada
- Fontegrada
- Freira
- Granxa (A Granxa)
- Iglesia (A Igrexa)
- Lavandeira (A Lavandeira)
- Malagon (Malagón)
- Montalban (Montalbán)
- Pelourao
- Pena (A Pena)
- Pombal (O Pombal)
- Río (O Río)
- Souto da Feira (A Souto da Freira)
- Sua-Lavandeira
- Ximara (A Ximará)
- Xota (A Xota)

### Despoblados
Despoblados que forman parte de la parroquia:
- Boca da Fraga (A Boca de Fraga)
- Portal (O Portal)

## Demografía
| Gráfica de evolución demográfica de Vieiro entre 2000 y 2021 |
|                                                              |
| Datos según el nomenclátor publicado por el INE.             |